# Худа Полица
Худа Полица (словен. Huda Polica) мало је насеље у брдима јужно од од Шмарја-Сап општина Гросупље у централној Словенији покрајина Долењска. Општина припада регији Средишња Словенија.
Налази се на надморској висини 367,9 м, површине 1,32 км². Приликом пописа становништва 2002. године насеље је имало 25 становника.